# Сидельников, Андрей Николаевич
Андре́й Никола́евич Сиде́льников (род. 12 марта 1973, Магдебург, ГДР) — российский театральный режиссёр и актёр; театральный педагог, режиссёр и актёр дубляжа.

## Биография
Семья
Андрей Сидельников родился 12 марта 1973 года в Магдебурге в семье военного. Отец — Николай Григорьевич Сидельников — офицер Советской армии, окончил Бакинское общевойсковое училище. Служил в различных городах СССР. Мать — Валентина Павловна Сидельникова посвятила свою жизнь детям. Помимо Андрея в семье было ещё двое детей — старшая сестра Ольга и младший брат Александр.
Детство
Детство и отрочество провёл в городе Фрунзе Киргизской ССР. В школе увлёкся театром. Занимался в театральном кружке. Во Фрунзе окончил музыкальную школу по классу аккордеона.
В 1988 году семья переехала в Новополоцк. В Беларуси продолжал занятия в любительском театральном коллективе «Время» под руководством Бориса Васильевича Ливина.
Образование
После окончания средней школы Андрей Сидельников поступил в Минский университет культуры на режиссёрский факультет (мастерская Валерия Петровича Мороза). Параллельно с учёбой в Минске в течение трёх лет пробовал поступить в театральные вузы Москвы.
Под впечатлением от петербургского Театра на Литейном в Беларуси, гастролировавшего со спектаклями Г. А. Тростянецкого, среди которых была постановка «Скупой» по Ж.-Б. Мольеру с Семёном Фурманом в главной роли, решил учиться театральному искусству в Санкт-Петербурге.
В 1993 году перевёлся на курс к Г. А. Кустову в Санкт-Петербургский институт культуры, который окончил в 1997 году.
По окончании вуза Сидельников показывался в различные театры Петербурга. Был приглашён в театр «Суббота», но в тот момент принял предложение театров «Комедианты» и «Карамболь».
Не находя удовлетворения в актёрской профессии, в 2005 году поступил учиться в Щукинское училище на режиссёра драматического театра в мастерскую М. Б. Борисова, которое окончил в 2009 году. Параллельно с учёбой начал работу режиссёром в Русском драматическом театре в Улан-Удэ, где провёл полтора сезона и выпустил дипломный спектакль.
В 2013 году окончил курс в Школе театрального лидера в Центре имени Вс. Мейерхольда в Москве.
Карьера
С 1997 по 2007 год актёр петербургских театров. Играл в спектаклях С. Я. Спивака, Г. М. Козлова, Л. А. Квинихидзе и др.
В 2004 году вместе с актёром Сергеем Соболевым и Евгением Герайном в Петербурге организовал один из первых в России коллективов театральной импровизации в стиле стенд-ап «Teatr05». Труппа много гастролировала в Европе, участвуя в фестивалях театральной импровизации. В 2008 году труппа организовала в России Международный фестиваль импровизационных театров «Театральные бои».
В 2011 году Сидельников стал очередным режиссёром в Театре на Литейном. Первая постановка А. Н. Сидельникова на сцене театра — спектакль «Самый легкий способ бросить курить» (художественный руководитель постановки Виктор Рыжаков). Затем последовали: «Митина любовь», «Дорогой жизни», «Вишневый сад. Тишина», — в театре На Литейном; «Счастливое дерево» в Большом театре кукол.
В 2013 году принял приглашение возглавить ТЮЗ им. А. Вампилова в Иркутске, которым руководил до 2016 года. Помимо постановочной работы режиссёр стремился актуализировать жизнь в театре: «Новый сногсшибательный проект, отбушевавший в ТЮЗе им. А. В. Вампилова на прошлой неделе, — логическое продолжение счастливых авантюр, которые не устаёт продуцировать главный режиссёр театра петербуржец Андрей Сидельников. Человек, активно интегрированный в макротеатральные процессы, он целенаправленно ведёт застоявшийся корабль иркутского молодёжного театра курсом на магистральные творческие тенденции, актуализирующие взаимодействия и освежающие соблазны», — писал журналист газеты «Комсомольская правда», спустя два года работы Сидельникова в Иркутске.
В 2016 году, будучи главным режиссёром ТЮЗа им. А. Вампилова, впервые в Иркутске Сидельников организовал и провёл проект «Ночь в театре», который стал традиционной культурной акцией в городе: «Завершился наш театральный сезон по предложению главного режиссёра Андрея Сидельникова проектом „Ночь в театре“. В этот вечер мы пригласили зрителей, чуть более двухсот человек, которые после разных придуманных актёрами игровых интерактивных развлекательных моментов разошлись по трём сценическим площадкам: на Малую сцену, в литературный клуб „Элегия“ и на „Сцену для всех“. В эту ночь зрители побывали на мастер-классах по гриму, поучаствовали в фотосессии с любимыми актёрами, прогулялись по театральному музею, посетили квест-комнату и даже прокатились по двору театра с клоуном на импровизированном веломобиле из спектакля „В поисках волшебства“. Было весело и интересно всем. А в финале состоялся общий просмотр премьеры пластического спектакля „Книга“. Эксперимент оказался удачным, ярким и удивил всех зрителей, и мы были в нём первыми из всех иркутских театров».
В 2019 году Андрей Сидельников стал главным режиссёром Санкт-Петербургского театра «Суббота».
В 2011 году Сидельников сыграл в самом коротком на тот момент спектакле в России «Боги пали и нет больше спасения» Виктора Рыжакова. Спектакль длился 20 минут. Постановка была выдвинута на премию «Золотая маска» в номинации «Эксперимент». Развивая эту идею, в возглавляемом Сидельниковым театре «Суббота» режиссёр вместе с театроведом Татьяной Джуровой с 2019 года начал регулярно проводить Международный конкурс-фестиваль коротких пьес Stories.
Личная жизнь
Андрей Сидельников был женат на актрисе Юлии Савиной. В 1998 году в браке родилась дочь Полина.

## Санкт-Петербургский театр «Суббота»
Первый спектакль в «Субботе» режиссёр поставил за несколько лет до того, как возглавил театр. В 2016 году он выпустил постановку «#ПрощайИюнь» по лирической комедии А. Вампилова «Прощание в июне».
В 2017 году спектакль получил диплом «За лучший спектакль» II международного театрального фестиваля «Свидания на Театральной» и целый ряд наград на российских региональных фестивалях.
Через год режиссёр представил премьеру современной семейной драмы о распаде семьи «Офелия боится воды» (первое публичное представление пьесы Ю. Тупикиной) с Анастасией Резунковой в главной роли.
«Семейные перипетии заострены и решаются Сидельниковым без сантиментов. Энергичный темпоритм задаёт режиссёр, а тон — актриса Анастасия Резункова, в чьём исполнении бабушка Гера вовсе не расслабленная старушка, а энергичная дама за 50, видимо, из тех педагогов, которые не бывают „бывшими“».
Сразу в нескольких постановках режиссёр обратился к хрестоматийным текстам русской литературы и на их основе поставил остросовременные спектакли «Ревизор»(2018) по комедии Н. Гоголя и «Вещь»(2020) по «Бесприданнице» А. Островского. «Реальность за окном такова, что самые ядовитые сатирики краснеют и признаются, что они бы постеснялись сочинить что-то подобное. Режиссёр Андрей Сидельников, ставя „Ревизора“ в Санкт-Петербургском театре „Суббота“, решил сыграть с реальностью хотя бы вничью и позволил себе проделать с текстом всё то, что реальность позволяет проделать с нами». Если «Ревизор» отвечал реалиям конца 2010-х, то «Вещь» проиллюстрировала ситуацию начала 2020-х с ее хаосом пандемии и жаждой гульнуть, как в последний раз: «Пароход Паратова заменен на яхту, маскарад — на Хеллоуин. Персонажи сбегают со сцены, то бишь из аэропорта Volga airlines, когда звучит объявление о посадке самолёта из Уханя». Реальность в этом спектакле, по меткому выражению критика, была дана «в мемах и ощущениях».
Между двумя этими премьерами режиссёр успел выпустить в 2019 г. камерный сайт-специфик спектакль в советской квартире «Лёха» по пьесе Ю. Поспеловой. «Сделано и сыграно это мастерски», — отмечал Петербургский театральный журнал. Центральную роль в спектакле сыграл актер-любитель Анатолий Молотов.
Новой постановкой режиссёра в 2021 году стала комедия «Марево любви». «Андрей Сидельников использовал для своего нового спектакля не только и даже не столько текст „Торжества любви“ Пьера Мариво, сколько пьесу драматурга Клима „Марево Мариво“. Соединить французскую драматургию XVIII века с её фривольностью и манерностью и глубокомысленные философские умозаключения андеграундного автора — та ещё задача. Без двусмысленных сцен здесь, разумеется, не обходится, но в большей степени режиссёр сосредотачивается на философских раздумьях».
В 2022 г. вышел «Друг мой» по пьесе Константина Стешика (премьера пьесы в Петербурге). Театровед Жанна Зарецкая отмечала: «Сидельников поставил историю из разряда „одна ночь — и вся жизнь“ — и на удивление удачно справился с очень сложной задачей».
В 2023 состоялась премьера музыкально-драматического спектакля «Планета людей» по одноимённому роману А. де Сент-Экзюпери. «Это спектакль-манифест с внятно сформулированной позицией: „Быть человеком — значит, быть за всё в ответе“. Опираясь на эту этическую максиму, спектакль провозглашает жизнь и отрицает смерть в любом её проявлении, будь то война, душевная слепота, потеря веры, отчаяние или отказ от борьбы».
12 января 2024 г. в соавторстве со сценографом Дмитрием Разумовым выпустил премьеру «Маленькие трагедии» по четырём трагедиям А. С. Пушкина («Скупой рыцарь», «Каменный гость», «Моцарт и Сальери», «Пир во время чумы»). «Андрей Сидельников уложил героев „Скупого рыцаря“ и „Моцарта и Сальери“ с „Каменным гостем“ вперемежку, как в коробку с конфетным ассорти. А общей формой, коррексом этого набора, стал „Пир во время чумы“. (…) Всё в полутьме, всё макабрическое — особенно лестница сбоку, ведущая к некоей дверце. За ней скрывается вовсе не уютный очаг, как в сказке, но нечто пожирающее и страшное. В этот огонь страшный Черный человек с лицом, обёрнутым, как у мумии, время от времени сталкивает действующих лиц, которым пришёл черёд умереть».
28 апреля 2025 режиссер выпустил версию «Стеклянного зверинца» Т. Уильямса, озаглавив свой спектакль по названию  малоизвестного рассказа Уильямса — «Лицо сестры в сиянии стекла». Если вышедшая двумя годами ранее «Планета людей» была сделана на стыке музыкального и драматического жанра, то в новой работе режиссер радикально столкнул на камерной сцене кинореальность и драматический театр.

## Театральные постановки
Иркутский театр «Новая драма»
- 2025 — «Тахир и Зухра» Зухра Яникова. Художник — Анастасия Карамышева. Свет, звук, спецэффекты, видео, мультимедиа — Вадим Карионов, Максим Максименков, Анастасия Карамышева

Государственный русский  театр драмы имени Ф.А. Искандера
- 2025 — «Мышеловка» Агата Кристи. Художник — Илья Кутянский. Художник по костюмам — Наташа Шпанова. Художник по свету — Денис Солнцев. Композитор — Алексей Асеев

Санкт-Петербургский театр «Суббота»
- 2025 — «Лицо сестры в сиянии стекла» по одноименному рассказу Теннесси Уильямса и пьесе «Стеклянный зверинец». Художник — Николай Слободяник. Художник по костюмам — Полина Белова. Художник по свету — Максим Ахрамеев. Видеоконтент — Максим Баскаков
- 2024 — «Я люблю» спектакль-концерт по русским романсам XIX в. и городскому шансону XX века
- 2024 — «Маленькие трагедии» по пьесам А. С. Пушкина. Художник — Дмитрий Разумов
- 2023 — «Планета людей» по роману А. де Сент-Экзюпери. Пьеса — Константин Фёдоров. Художник — Николай Слободяник. Художник по костюмам — Мария Лукка. Художник по свету — Максим Ахрамеев. Хореограф — Ирина Ляховская
- 2022 — «Друг мой» по одноименной пьесе Константина Стешика. Художник — Мария Смирнова-Несвицкая[29]. Художник по свету — Максим Ахрамеев.
- 2021 — «Марево любви» по пьесе «Марево Мариво» Клима, написанной по мотивам сюжета комедии П. Мариво. Художник — Николай Слободяник. Художник по костюмам — Мария Лукка
- 2020 — «Вещь» по «Бесприданнице» А. Н. Островского. Художник — Николай Слободяник. Художник по костюмам — Мария Смирнова-Несвицкая
- 2019 — «Лёха» по пьесе Ю. Поспеловой. Художник — Мария Смирнова-Несвицкая
- 2018 — «Ревизор» Н. В. Гоголь. Художник — Николай Слободяник. Художник по костюмам — Мария Смирнова-Несвицкая
- 2017 — «Офелия боится воды» по пьесе Ю. Тупикиной. Художник — Анвар Гумаров. Художник по костюмам — Павла Никитина
- 2016 — «#ПРОЩАЙИЮНЬ» по лирической комедии А. Вампилова «Прощание в июне». Художник — Николай Слободяник. Художник по костюмам — Павла Никитина

Академический драматический театр им. В. Ф. Комиссаржевской (Санкт-Петербург)
- 2024 — «Полярная болезнь» М. Малухина, Художник-постановщик — Анвар Гумаров, художник по костюмам — Мария Лукка

Санкт-Петербургский академический драматический Театр им. Ленсовета
- 2024 — «Счастье моё» А. Червинский, Художник-постановщик — Дмитрий Разумов, художник по свету — Максим Ахрамеев

Государственный русский драматический театр г. Стерлитамака
- 2023 — «Белые ночи» по повести Ф. М. Достоевского. Художник — Николай Слободяник. Художник по свету — Денис Солнцев.

Санкт-Петербургский фестиваль «Опера — всем»
- 2023 — «Тоска» опера Дж. Пуччини. Дирижер — Фабио Мастранджело

Санкт-Петербургский театр Комедии им. Н. П. Акимова
- 2021 — «Ты, я и правда» по пьесе Ф. Зеллера «Правда». Художник — Николай Слободяник

Санкт-Петербургское отделение СТД РФ
- 2024 — Церемония Высшей театральной премии Санкт-Петербурга «Золотой софит». Художник — Кирилл Пискунов. На сцене Санкт-Петербургского ТЮЗа им. А. А. Брянцева. Продукция СПбО СТД РФ
- 2021 — Церемония Высшей театральной премии Санкт-Петербурга «Золотой софит». Художник — Кирилл Пискунов. На сцене Санкт-Петербургского ТЮЗа им. А. А. Брянцева. Продукция СПбО СТД РФ

Чехов-Центр (Южно-Сахалинск)
- 2024 — «Свадьба Кречинского» А. Сухово-Кобылин, художник-постановщик — Кирилл Пискунов, Музыкальный руководитель — Александра Чопик, Балетмейстер — Ирина Ляховская, Художник по свету — Денис Солнцев
- 2022 — «Летучий корабль» Максим Дунаевский, стихи Юрия Энтина. Художник-постановщик — Кирилл Пискунов, художник по свету — Алексей Тарасов, музыкальный руководитель — Александра Чопик, хореограф — Маргарита Красных
- 2019 — «Чиполлино» мюзикл по мотивам сказки Д. Родари. Художник — Кирилл Пискунов

Ростовский академический театр драмы им. М. Горького
- 2019 — «Новогодние вверх тормашки» по мотивам пьесы К. Драгунскаой. Художник — Кирилл Пискунов
- 2018 — «Новогодние приключения Маши и Вити» П. Финн

Новокузнецкий драматический театр
- 2019 — «Пиковая дама» по повести А. С. Пушкина. Художник — Николай Слободяник. Художник по костюмам — Мария Лукка
- 2017 — «Путешествие Алисы» Л. Кэрролл
- 2010 — «Пантера» П. Гладилин

Театр «На Литейном» (С.-Петербург)
- 2018 — «Человек из Подольска» Д. Данилов
- 2018 — «Алиса в стране чудес. Сказки под шатром» Л. Кэрролл
- 2017 — «Вишнёвый сад. Тишина», по мотивам пьесы А. П. Чехова
- 2016 — «У меня есть сердце… (Когда мы были в июне)» К. Никитина
- 2015 — «Апельсины из Марокко» В. Аксёнов
- 2015 — «Дорогой жизни» спектакль-концерт, посвященный 70-й годовщине Победы
- 2014 — «Митина любовь» И. Бунин
- 2011 — «(Самый) легкий способ бросить курить» М. Дурненков

Иркутский ТЮЗ им. А. Вампилова
- 2015 — «Семейные сцены» А. Яблонская
- 2014 — «Звездный мальчик» О. Уайльд
- 2011 — «Три мушкетера» пьеса М. Бартенева по роману А. Дюма
- 2010 — «Золушка» Е. Шварц

Черемховский драматический театр
- 2013 — «Двое бедных румын, говорящих по-польски» Д. Масловская
- 2012 — «Самоубийца» Н. Эрдман
- 2011 — «Побирушки» В. Шукшин

Большой театр кукол (С.-Петербург)
- 2012 — «Счастливое дерево» Ш. Сильверстайн

Омский ТЮЗ
- 2012 — «Тайна пропавшего снега» К. Драгунская

Хабаровский ТЮЗ
- 2011 — «Добрый доктор Айболит» В. Коростелев
- 2010 — «Незнайка 2010» О. Никифорова

Русский драматический театр имени Н. А. Бестужева (Улан-Удэ)
- 2009 — «Рождество в доме сеньора Купьелло» Э. де Филиппо
- 2008 — «Чудо-цвет» В. Илюхов

Театр эстрады имени А. И. Райкина (Санкт-Петербург)
- 2007 — «Нельзя объять необъятное, но можно его поцеловать» К. Прутков

## Педагогическая деятельность
В 2016 году Андрей Сидельников преподавал актёрскую импровизацию в школе-студии МХАТ на курсе Дмитрия Брусникина.
С 2017 году вёл тренинги по актёрской импровизации в мастерской Руслана Кудашова в Российском государственном институте сценических искусств в Петербурге.
В 2024 набрал курс актёров драматического театра в Российском государственном институте сценических искусств. Студия при Санкт-Петербургском театре «Суббота»

## Актёр дубляжа
- Борат[31]
- Одни дома[32]

## Режиссер дубляжа[33]
- 2010 — «Трон: Наследие»
- 2011 — «Соломенные псы»
- 2011 — «Пастырь»
- 2012 — «Руби Спаркс»
- 2012 — «Трон: Восстание»
- 2013 — «Воровка книг»
- 2013 — «Семейка Крудс»
- 2014 — «Бегущий в лабиринте»
- 2015 — «Бегущий в лабиринте: Испытание огнем»
- 2021 — «Одни дома»
- 2022 — «Барракуда»
- «Флешбэк»
- «Эпидемия: Вирус 32»

## Награды и профессиональные премии
В 2015 году за спектакль «Митина любовь» режиссёр получил награду с формулировкой «За тонкую, чистую и хрустальную режиссуру» на Международном театральном молодёжном форуме M@art-контакт в г. Могилёв (Белоруссия).
Наибольший успех получила постановка Андрея Сидельникова «Ревизор». «„Ревизор“ — не пыльная книга из прошлого — это современный текст», — сказал режиссёр в одном из премьерных интервью. Спектакль удивил публику и критику современным звучанием. Он был включён в Long-list Российской национальной театральной премии «Золотая маска». Открывал фестивальную программу премии в Москве в рамках проекта «Маска плюс» 2020. Получил премию СПбО СТД РФ «Театрал», главный приз на Всероссийском театральном фестивале «Фабрика Станиславского». Исполнитель роли Городничего в этом спектакле артист Максим Крупский был номинирован на Высшую театральную премию Санкт-Петербурга «Золотой софит». Положительные отзывы о спектакле появились как в петербургских, так и в федеральных и зарубежных СМИ, в том числе и в театральном ежегоднике Международного института театра при ЮНЕСКО, опубликованном в Японии.
В 2020 г. спектакль «Лёха» в постановке А. Сидельникова был признан «Лучшим спектаклем малой формы» в сезоне 2019/2020 по версии Высшей театральной премии Санкт-Петербурга «Золотой софит». Спектакль вошёл в Long-list Российской национальной театральной премии «Золотая маска» 2021 года.
В 2023 г. номинирован на «Золотую маску» за спектакль «Друг мой» по пьесе К. Стешика в Санкт-Петербургском театре «Суббота».
В 2024 г. награждён Премией Правительства Санкт-Петербурга в области литературы, искусства и архитектуры «За выдающиеся заслуги в области театрального искусства» за создание спектакля «Планета людей» по роману А. де Сент-Экзюпери в Санкт-Петербургском театре «Суббота»